# Asbjørn Øksendal
Asbjørn Øksendal est un libraire et un écrivain norvégien, né le 4 août 1922 à Mosjøen (comté de Nordland) et mort le 23 mai 2015 à Trondheim,,,. Il est l'auteur de plusieurs ouvrages de non-fiction sur l'histoire de la Norvège occupée, en particulier sur l'Occupation du Trøndelag. Il écrit également des romans historiques sur l'Âge des Vikings en Norvège.
À l'âge de 25 ans, il a déjà publié 50 nouvelles, un recueil de nouvelles et un roman.

## Œuvres
Histoire de l'Occupation
- Lurøy-affæren (1966)
- Operasjon Oleander (1968)
- Når nøden er størst (1969)
- Sluttspill i Rinnans bandekloster (1971).
- Operasjon Lapwing (1973)
- Gulltransporten 9. april 1940 (1974), Aschehoug  (ISBN 82-03-06336-5)
- Operasjon Weserübung : Vidkun Quisling og forspillet til 9. april 1940 (1981)
- Spionene i fare (1993)

Romans historiques
- Sigrid Ranesdatter og Sigurd Jorsalfare (1970)
- Dronning Astrid av Viken (1975)
- Fru Astrid til Eikaberg (1976)
- Olav fra Gardarike (1978)
- Slaget ved Svolder (1980)
- Nornespinn (1985)
- Hevnhug (1987)
- Ynglingekongen (1992) om Halvdan Svarte
- Ti koner og tyve friller (2002) sur Harald Hårfagre

Humour
Il publie trois ouvrages sous le pseudonyme de Espen Vonlausmyr :
- Verdens beste Trønder-skrøner (1970)
- Æ stille mæ som statsminister (1971)
- Itj for å skryt. Tre goill te mæ og Norge (1972)